# ケイプ・パターソン
ケイプ・パターソン（Cape Paterson）は、ビクトリア州ギプスランドに位置する岬と町の名前。　地名は1801年に航海者ジェイムズ・グラント（Lieut. James Grant ）が探検者ウィリアム・パターソン (探検家)（William Paterson）に因んで命名。